# Kinnekulle landskommun
Kinnekulle landskommun var en tidigare kommun i dåvarande Skaraborgs län.

## Administrativ historik
Den bildades som storkommun vid kommunreformen 1952 genom sammanläggning av de tidigare landskommunerna Forshem, Fullösa, Kestad, Medelplana, Västerplana och Österplana.
Kommunen upplöstes 1 januari 1967, då dess område gick upp i dåvarande Götene köping. Området tillhör sedan 1971 Götene kommun.
Kommunkoden var 1614.

### Kyrklig tillhörighet
I kyrkligt hänseende hörde kommunen till de sex församlingarna Forshem, Fullösa, Kestad, Medelplana, Västerplana och Österplana. 1 januari 2002 lades dessa församlingar samman för att bilda Kinnekulle församling.

## Befolkningsutveckling
| Befolkningsutvecklingen i Kinnekulle landskommun 1951–1966                                                                   | Befolkningsutvecklingen i Kinnekulle landskommun 1951–1966 | Befolkningsutvecklingen i Kinnekulle landskommun 1951–1966 | Befolkningsutvecklingen i Kinnekulle landskommun 1951–1966 | Befolkningsutvecklingen i Kinnekulle landskommun 1951–1966 |
| --- | ---------------------------------------------------------- | ---------------------------------------------------------- | ---------------------------------------------------------- | ---------------------------------------------------------- |
| |                                                            |                                                            |                                                            |                                                            |
| År |                                                            |                                                            | Invånare                                                   |                                                            |
| 1951 | 1951                                                       |                                                            | 4 141                                                      | 4 141                                                      |
| 1955 | 1955                                                       |                                                            | 4 045                                                      | 4 045                                                      |
| 1960 | 1960                                                       |                                                            | 3 730                                                      | 3 730                                                      |
| 1965 | 1965                                                       |                                                            | 3 340                                                      | 3 340                                                      |
| 1966 | 1966                                                       |                                                            | 3 314                                                      | 3 314                                                      |
| Befolkning den 31 december enligt den administrativa indelningen den 1 januari följande år Källa: SCB:s historiska statistik |                                                            |                                                            |                                                            |                                                            |

## Geografi
Kinnekulle landskommun omfattade den 1 januari 1952 en areal av 139,14 km², varav 138,76 km² land.

### Tätorter i kommunen 1960
| Tätort   | Folkmängd |
| -------- | --------- |
| Hällekis | 940       |
| Årnäs    | 339       |

Tätortsgraden i kommunen var den 1 november 1960 34,0 procent.

## Näringsliv

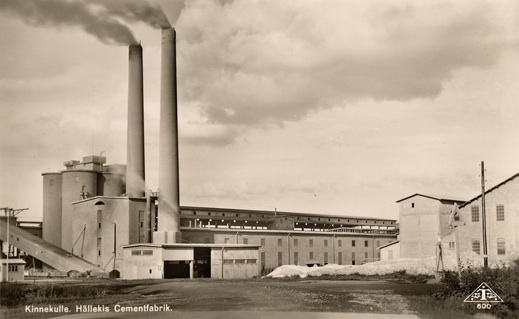
Cementfabriken i Hällekis.

Vid folkräkningen den 31 december 1950 var kommunens befolknings huvudnäring uppdelad på följande sätt:
- 46,9 procent av befolkningen levde av industri och hantverk
- 34,1 procent av jordbruk med binäringar
- 5,2 procent av samfärdsel
- 4,9 procent av handel
- 3,6 procent av offentliga tjänster m.m.
- 2,9 procent av husligt arbete
- 2,5 procent av ospecificerad verksamhet.

Av den förvärvsarbetande befolkningen jobbade 26,8 procent i jord- och stenindustrin.

## Politik

### Mandatfördelning i valen 1950-1962
| 2 | 20 | 3 | 8 | 2 |

| 31 |

| 20 | 2 | 3 | 7 | 3 |

| 34 |

| 19 | 2 | 3 | 7 | 4 |

| 32 |

| 20 | 2 | 3 | 7 | 3 |

| 31 |